# 301 (číslo)
Tři sta jedna je přirozené číslo, které následuje po čísle tři sta a předchází číslu tři sta dva. Římskými číslicemi se zapisuje CCCI a řeckými číslicemi τα.

## Matematika
301 je:
- Poloprvočíslo
- Šťastné číslo
- Nepříznivé číslo

## Astronomie
- (301) Bavaria je planetka hlavního pásu, kterou objevil v roce 1890 Johann Palisa

## Doprava
- Silnice II/301 je česká silnice II. třídy vedoucí na trase Trutnov – Horní Vernéřovice – Police nad Metují[1][2]

## Roky
- 301
- 301 př. n. l.